# B'Boom: Live in Argentina
B'Boom: Live in Argentina — концертний альбом британського гурту King Crimson, випущений 22 серпня 1995 року на лейблі Discipline Global Mobile.

## Композиції

### Диск 1
1. VROOOM — 7:07
2. Frame by Frame — 5:28
3. Sex Sleep Eat Drink Dream
4. Red — 4:58
5. One Time — 5:45
6. B'Boom — 6:54
7. THRAK — 6:29
8. Improv — Two Sticks — 1:26
9. Elephant Talk — 4:25
10. Indiscipline — 7:38

### Диск 2
1. VROOOM VROOOM — 6:18
2. Matte Kudasai — 3:43
3. The Talking Drum — 5:52
4. Larks' Tongues in Aspic (Part II) — 7:31
5. Heartbeat — 5:02
6. Sleepless — 6:11
7. People — 5:51
8. B'Boom — 4:26
9. THRAK — 5:33

## Учасники запису[2]
- Роберт Фріпп — гітара, вокал
- Білл Бруфорд — ударні
- Тоні Левін — вокал, бас
- Трей Ганн — стік Чепмена[en], бек-вокал
- Адріан Белью — вокал, бас
- Пет Мастелотто — акустичні барабани, перкусія